# 1615
1615 (MDCXV) a fost un an comun al calendarului gregorian, care a început într-o zi de joi.

## Evenimente
- 22 noiembrie: Se sfârșește prima domnie a lui Ștefan Tomșa al II-lea în Moldova (1611-1615).

### Nedatate
- Cucerirea castelului Osaka și înfrângerea moștenitorilor și suporterilor lui Toyotomi Hideyoshi. Tokugawa Ieyasu controlează acum Japonia.
- În Japonia Tokugawa Ieyasu impune un cod de conduită nobilimii din Kyoto.

## Nașteri
- 27 ianuarie: Nicolas Fouquet, om de stat francez, ministru de finanțe (d. 1680)

## Decese
- 27 martie: Margareta de Valois (Regina Margot), 61 ani, regină a Franței și Navarrei, soția lui Henric al IV-lea (n. 1553)
- 11 septembrie: Vitus Miletus (n. Vitus Möller), 66 ani, teolog german (n. 1549)